# マソラ本文
マソラ本文（マソラほんぶん、ほんもん、英: Masoretic Text）とは、ユダヤ教社会に伝承されてきたヘブライ語聖書（旧約聖書）のテキストをいう。ヘブライ語のマソラ（ヘブライ語: מסורה）とは伝統の伝達のことを示す語である。
ユダヤ教の成立以後にそれぞれの時代ごとにソーフェリーム、タンナイーム、アモライーム、マソラ学者（英: Masorete）などと呼ばれる宗教的指導者であり宗教学者でもあるグループがさまざまな編集を加えたものである。

## 概説
マソラ本文は、9世紀にその名の通りマソラ学者によりヘブライ文字で筆写されたユダヤ教の聖書の原本を指す用語で、母音記号や朗誦記号等まで含めた諸記号が記載された体系的なユダヤ教の聖書の書写された原本を指している。
また、前述の諸記号について、小脇光男は「諸記号は(チベリア式)マソラ記号と呼ばれ、10世紀に完成したとされる。またこのような作業を経て伝えられた写本を「マソラ本文」あるいは単に「本文」という」としている。現代に伝わるマソラ写本（マソラ紐綴じ本：masoretic codex）はレニングラード写本やアレッポ写本が良く知られている。
マソラ本文(Matoratic Text)の別の定義としては、マソラ学者が付けた母音記号や朗誦記号などの諸記号を取り去ったヘブライ文字27文字の部分を指す際にも「マソラ本文(Masoratic Text)」の名称が用いられる。場合によってはレニングラード写本を諸記号まで含めて活字に起こしたビブリア・ヘブライカ・シュトゥットガルテンシア(BHS)を指す場合もある。だが厳密には写本として伝えられたマソラ本文は、文字がヘブライ文字27文字以外の鏡文字や、大型文字、二つのうちどちらか判別が微妙な文字、などの意匠的な要素や諸記号も含め、そのまま伝統(Masora)として伝えられているものであり、それを加工して活字として抜き出したり、ましてヘブライ文字27文字のみを指す場合だけを本来は意味するものではない。マソラ本文の特徴は、他のヘブライ語聖書テキストでは伝承方法が文字の意匠性は意識されず、明瞭な文字で書き直す方法で伝えられてきたが、マソラ本文はどちらの文字か判別が難しい文字も判別が難しいままの形で、歪(いびつ)な文字であってもそのままの形で、意匠をそのまま書写する方法を採用し、この手法で管理して伝統を維持してきた点が異なる。そのため、場合によってはラテン語訳のウルガタのようにも読め、場合によっては英語訳のKJVのようにも読める場合が発生する。

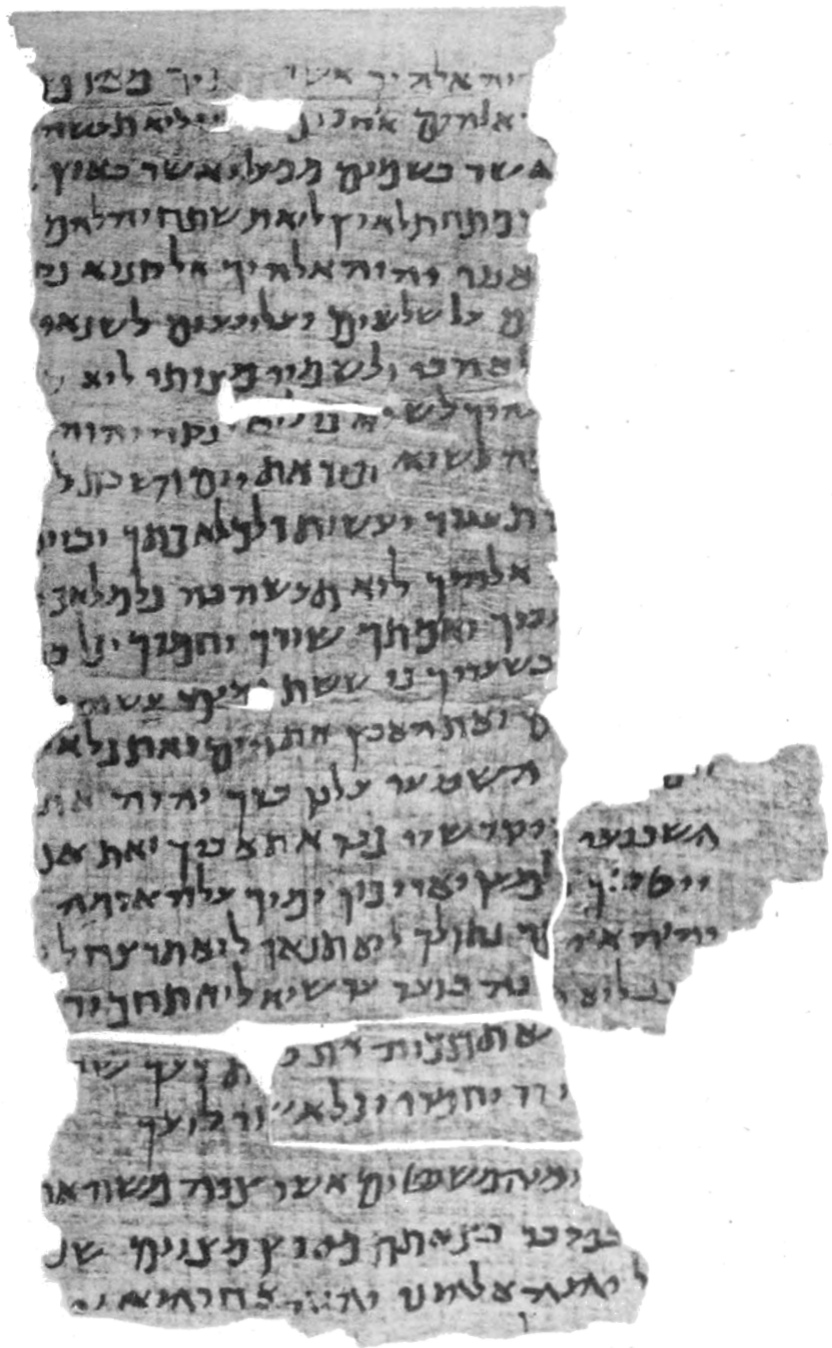
ヘブライ語で書かれた2世紀のヘブライ語聖書の一部。現代に伝わるマソラ本文とは異同がある。1902年にW. L. ナッシュがエジプトで発見したため「ナッシュ・パピルス」と呼ばれている。十戒などが記述されている。

現代に伝わるマソラ本文は西暦9世紀にガリラヤ湖の湖畔の都市ティベリアで、ベン・アシェルが最終的にまとめたものであり、不統一な文字の大きさや形状、一部の鏡文字、母音記号、朗誦記号、その他のマソラ記号等まで含め、そのまま全て筆写されたものである。マソラ本文は「旧約聖書」と言われることもあるが、ユダヤ教の聖書として体系的にまとめられた写本の原本を指しているため、学術的にはキリスト教側の聖書の呼称である旧約聖書(Old testament)とは呼ばない習慣がある。しかし現代の日本のユダヤ教以外の各宗派の旧約聖書の部分は基本的にはマソラ本文（厳密にはBHS）から翻訳したものを主に用いる（新共同訳、新改訳2017、フランシスコ会訳、口語訳、新世界訳、聖書協会共同訳など）としている。

### ナッシュパピルス
ナッシュパピルスは紀元2世紀の書体で現代に伝わるマソラ本文が成立する以前に書かれた聖句集。マソラ本文と異なり母音記号や朗誦記号が無いのが写真から分かる。右上から読むが"אָֽנֹכִ֖י֙ יְהוָ֣ה אֱלֹהֶ֑֔יךָ אֲשֶׁ֧ר"出エジプト20:2の冒頭の聖四文字"יְהוָ֣ה"が半分切れたところから始まっているのが分かるだろうか。読み進めるとマソラ本文では母音記号の" ֹ"（ホラム）で表される個所にヘブライ文字の"ו"（ヴァヴ）が使われているなどの違いも確認でき、マソラ本文とは異なる綴りで音読用に書き起こされていることが分かる。

## 評価
ユダヤ教では、古くなり使えなくなった写本は必ずゲニザ（英: genizah）に収容され、その後手続きを踏んで廃棄される（焼かれる）ため、古い時代の写本は存在しない。しかしながらその写本は「決して記憶に頼って書いてはならず、必ず元となる写本を見てから書かなければいけない。」といったことを初めとするユダヤ教で定められた非常に多くの厳格なルールに則って作成されているために、古い時代の本文をよく保存していると考えられている。そのことは死海文書等に残されている古い時期の写本と内容を照合してもほとんど内容が変わっていないことからも確認できる。そのため、現在伝わっているヘブライ語聖書のテキストの中では最も原型をよく伝えていると考えられている。そのため現在ヘブライ語聖書の学術的な校訂本を作成するときは基本的にこのマソラ本文をもとにしている。

## 含まれる文書の範囲・数・配列

### 含まれる文書の範囲
ヤムニア会議で決定したとされる。キリスト教でいう外典（第二正典）は含まれない。

### 含まれる文書の数
全部で22の文書が含まれる。現代のキリスト教では通常含まれる文書の数を39としているが、含まれる文書の範囲は同じである。他に24、27とするものもある。この数の違いは、サムエル記、列王記、歴代誌の上下それぞれが1巻と数えられること、エズラ記とネヘミヤ記が併せて1巻と数えられること、十二小預言書が1巻と数えられること、ルツ記が士師記に含まれること、哀歌がエレミヤ書に含まれることなどによる。

### マソラ本文での各文書の配列
マソラ本文ではそれぞれの文書は次のような順序で配置されている。ある学説ではこの順序は聖典として認められた順序を反映しているとされるが、確実な証拠があるわけではない。
- 律法（トーラー）
創世記、出エジプト記、レビ記、民数記、申命記
- 預言者（ネビーイーム）
  - 前の預言者

ヨシュア記、士師記、サムエル記、列王記
  - 後の預言者

イザヤ書、エレミヤ書、エゼキエル書
  - 小預言書（十二小預言書）

ホセア書、ヨエル書、アモス書、オバデヤ書、ヨナ書、ミカ書、ナホム書、ハバクク書、ゼファニヤ書、ハガイ書、ゼカリヤ書、マラキ書
- 諸書（ケスービーム）
  - 真理（エメス）

詩篇、ヨブ記、箴言
  - 巻物（メギロース）

雅歌、ルツ記、哀歌
コヘレトの言葉、エステル記、ダニエル書、（エズラ記＋ネヘミヤ記）、歴代誌

## マソラ本文に見られる特有の現象
マソラ本文にはさまざまな特有の現象が見られる。マソラ本文はこのような現象も忠実に伝承している。理由がある程度推測できるものもあるが、なぜそのようにするのか理由のはっきりしないものも多い。写本を作成するときにはこれらもすべて同じように写し取ることとされている。
- 異常な文字
決まった場所で特別な書き方をする文字がいくつかある。
  - 大きすぎる文字

特定の箇所で特別大きく書く文字。創世記の初めの文字、歴代誌のはじめの文字、律法全体のちょうど真ん中にあるとされる文字など。
  - 小さすぎる文字

特定の箇所で特別小さく書く文字。その文字がある本文と無い本文の両方を保存しようとした工夫の跡ではないかとされる。
  - つり上がった文字

特定の箇所で通常より上の位置に書く文字。小さすぎる文字と同様にその文字がある本文と無い本文の両方を保存しようとした工夫の跡ではないかとされる。
  - ちぎれた文字
  - 逆転した文字
  - 閉じたメム、開いたメム[注 1]

- 点

いくつかの特定の箇所で文字の上に点を打ってある。古代の写本の中に訂正の意味で文字の上に点を打った事例があるため、この場合も、訂正の痕跡ではないかとする説がある。
- 空白（ビスカー）
- 分離符

縦に書かれた線である。写本を作成する途中で、「ここまで写し終えた」という意味で付けられた印をそのまま受け継がれたものではないかとされている。
- 区分
  - 節区分
  - 段落区分

- ケレとケティブ（ヘブライ語版、英語版）

本文と異なった単語や文を欄外に書いて「書かれていないが読め」として欄外の注記にある本文を読ませようとするものである。永久ケレ(qere perpetuum)といったものもある。
- 写本家（ソーフェリーム）の訂正、写本家の省略

- 母音記号

本来のヘブライ語には母音を表す文字は存在しない。しかしそれでは読み方がわからなくなるため、後になって母音を表す記号が考え出された。ティベリア方式によるもの（ティベリア式発音）とバビロニア方式によるもの (Babylonian vocalization) とがある。
- アクセント記号

- マソラ[1]
聖書本文の周囲に書かれた注釈のことをいう。大マソラ、小マソラ、縁のマソラなどに分かれている。ある書が全体で何文字あるか、あるいは全体でいくつの単語があるのか。ある単語は全部でいくつあるか。ある書の真ん中の文字はどれになるのか。そのほか写し間違いが起きやすい箇所への注記などを含んでいる。

## 著名な写本
- レニングラード写本
- アレッポ写本（ヘブライ語版、英語版）
- カイロ預言者写本（ヘブライ語版、英語版）